# Arístides Agramonte Simoni
Arístides Agramonte Simoni (3 de junio de 1868, Camagüey, Cuba - 19 de agosto de 1931, Nueva Orleáns, Luisiana) fue un bacteriólogo, patólogo y médico de origen cubano.
Hijo de Eduardo Agramonte Piña y su esposa Mailde Simoni y Argilagos, fue criado en la ciudad de Nueva York, recibiendo su título de médico en la Universidad de Columbia. Fue miembro de la Yellow Fever Commission del ejército estadounidense, en la cual descubrió en 1900 la actuación de los mosquitos en la transmisión de la fiebre amarilla. 
Como profesor en la Universidad de La Habana desde 1900 hasta 1930, se convirtió en un líder influyente de la medicina en Cuba.